# 瓦利縣 (蒙大拿州)
瓦利縣是美國蒙大拿州東北部的一個縣，北鄰加拿大沙士吉萬省，面積13,110平方公里。根據2010年人口普查，本縣共有人口7,369人。本縣縣治為格拉斯哥。
本縣成立於1893年2月6日，是自道生縣獨立。其縣名來自米爾克河（密蘇里河的支流之一）上的谷地。

## 地理

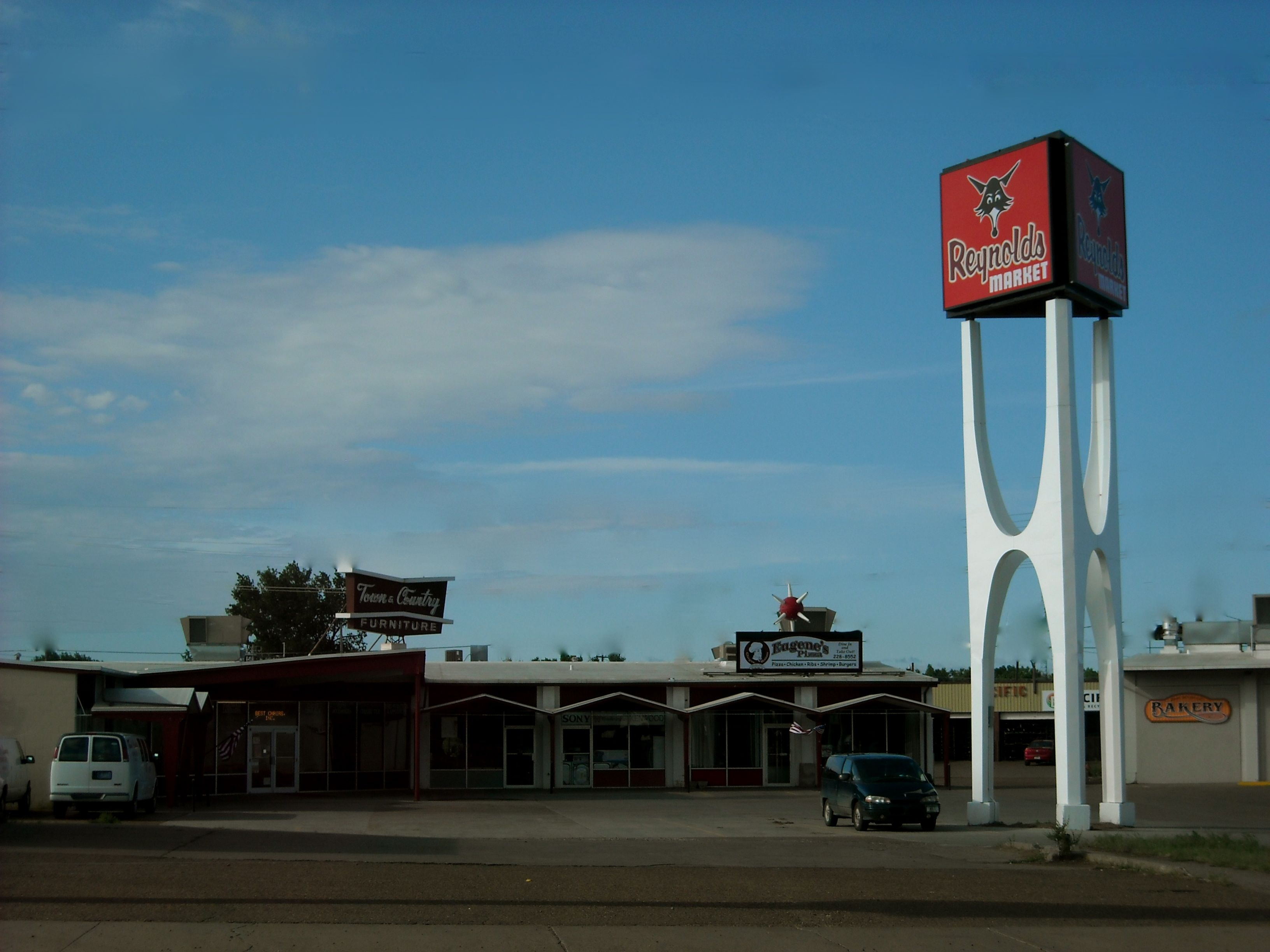
縣治格拉斯哥

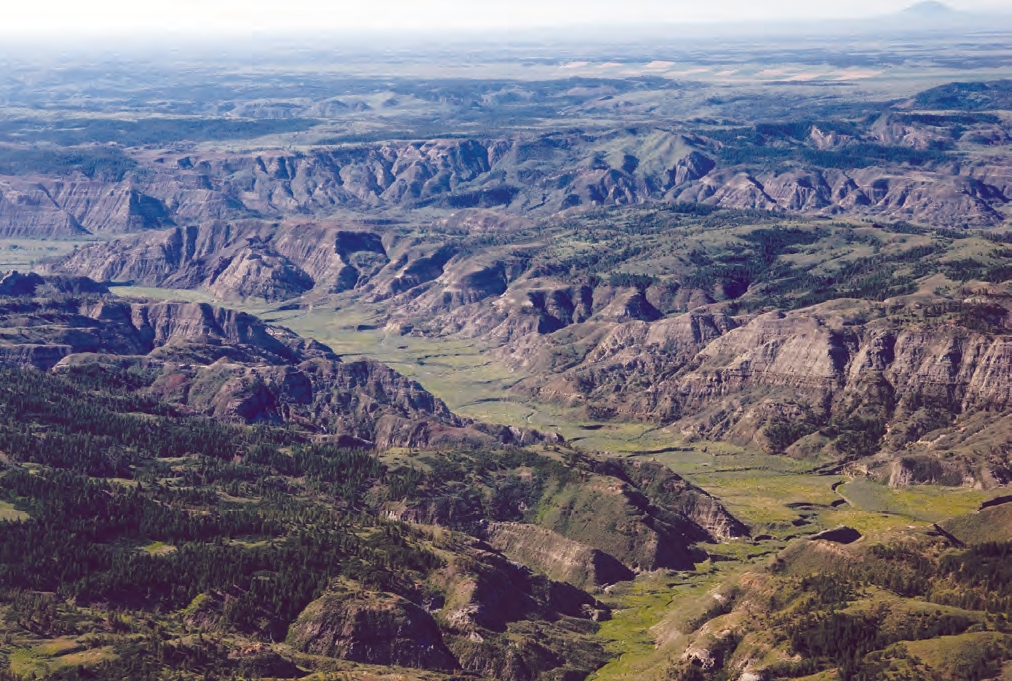
查爾斯羅素國家野生動物保護區

根據2000年人口普查，道格拉斯縣的總面積為5,062平方英里（13,110平方），其中有4,921平方英里（12,750平方），即97.21%為陸地；141平方英里（370平方），即2.79%為水域。本縣既是蒙大拿州面積第四大的縣份，亦是美國面積第60大的縣份。

### 毗鄰縣和鄉事自治市
- 蒙大拿州 菲利普斯郡：西方
- 蒙大拿州 加菲爾德縣：南方
- 蒙大拿州 麥空縣：南方
- 蒙大拿州 羅斯福縣：東方
- 蒙大拿州 丹尼爾斯縣：東方
- 加拿大 薩斯喀徹溫省 第45號曼科塔：北方
- 加拿大 薩斯喀徹溫省 第44號韋弗利：北方
- 加拿大 薩斯喀徹溫省 第43號奧鋪斯：北方

### 國家保護區
- 查爾斯羅素國家野生動物保護區（部分）

## 人口
| 调查年            | 人口   | 备注 | %±     |
| ----------------- | ------ | ---- | ------ |
| 1900              | 4,355  |      | —      |
| 1910              | 13,630 |      | 213.0% |
| 1920              | 11,542 |      | −15.3% |
| 1930              | 11,181 |      | −3.1%  |
| 1940              | 15,181 |      | 35.8%  |
| 1950              | 11,353 |      | −25.2% |
| 1960              | 17,080 |      | 50.4%  |
| 1970              | 11,471 |      | −32.8% |
| 1980              | 10,250 |      | −10.6% |
| 1990              | 8,239  |      | −19.6% |
| 2000              | 7,675  |      | −6.8%  |
| 2010              | 7,369  |      | −4.0%  |
| [ 4 ] [ 5 ] [ 6 ] |        |      |        |

根據2000年人口普查，瓦利縣擁有7,675居民、3,150住戶和2,129家庭。其人口密度為每平方英里2居民（每平方公里1居民）。本縣擁有4,847間房屋单位，其密度為每平方英里1間（每平方公里0.4間）。而人口是由88.14%白人、0.13%黑人、9.42%土著、0.25%亞洲人、0.01%太平洋岛民、0.26%其他種族和1.79%混血构成。而西班牙裔或拉丁美洲人佔了人口0.78%。在88.14%白人中，有28.2%為德國人、24%為挪威人、6%為英國人以及5.5%為愛爾蘭人。
在3,150住户中，有29.7%擁有一個或以上的兒童（18歲以下）、55.5%為夫妻、8.2%為單親家庭、32.4%為非家庭、29.3%為獨居、12%住戶有同居長者。平均每戶有2.38人，而平均每個家庭則有2.93人。在7,675居民中，有25.1%為18歲以下、6%為18至24歲、24.3%為25至44歲、25.6%為45至64歲以及19%為65歲以上。人口的年齡中位數為42歲，女子對男子的性別比為100：98.20。成年人的性別比則為100：95.10。
本县的住戶收入中位數為$30,979，而家庭收入中位數則為$39,044。男性的收入中位數為$27,233，而女性的收入中位數則為$17,686，人均收入為$16,246。約9.5%家庭和13.5%人口在貧窮線以下，包括15.4%兒童（18歲以下）及14.4%長者（65歲以上）。

## 外部連結
- Official site （页面存档备份，存于）
- GlasgowMT.net （页面存档备份，存于）
- GlasgowMontana.com

48°22′N 106°40′W / 48.36°N 106.66°W